# Dave Gahan
Dave Gahan (Epping, 9 mei 1962) is een Engels singer-songwriter. Hij is de leadzanger van Depeche Mode sinds de band werd opgericht in 1980. Daarnaast heeft hij drie soloalbums uitgebracht en heeft hij samengewerkt met Soulsavers. Gahan ontving in 2011 de Stevie Ray Vaughan Award voor zijn steun aan het MusiCares MAP Fund, een fonds voor verslaafden in de muziekindustrie. Gahan schreef voor Depeche Mode mee aan de albums Playing the Angel (2005), Sounds of the Universe (2009) en Delta Machine (2013). Het Britse tijdschrift Q plaatste Gahan op 73 in de lijst van de 100 beste zangers en op 27 in de lijst van de 100 beste leadzangers.
Gahan ging ook solo en bracht de albums Paper Monsters (2003) en Hourglass (2007) uit. Hij scoorde vooral in zijn thuisland het Verenigd Koninkrijk kleine hitjes met onder andere Dirty Sticky Floors, I Need You en Kingdom.

## Discografie

### Solo

#### Studioalbums
- Paper Monsters, 2003
- Hourglass, 2007

#### Livealbums
- Soundtrack to Live Monsters, 2004
- Live from SoHo, 2007

#### Verzamelalbum
- Hourglass: Remixes, 2008

### Met Soulsavers

#### Studioalbums
- The Light the Dead See, 2012
- Angels & Ghosts, 2015
- Imposter, 2021